# 华丰汉墓群
华丰汉墓群，位于中国广东省湛江市徐闻县大黄乡华丰岭，为徐闻县的一个县级文物保护单位，类型为古墓葬，公布时间为1991年6月20日。
华丰汉墓群的历史年代为汉代。